# Klébi Nori
Klébi Nori, all'anagrafe Klébi Maria Nori (San Paolo, 19 marzo 1961), è una cantautrice e scrittrice brasiliana.
Figlia del calciatore Clovis Nori, è autrice della raccolta di racconti Os Castanhos (ed. Maltese, 1994).

## Discografia
- Klébi — Dabliú, 1995
- Ilusão das pedras — Velas, 1997
- Escolhas — Velas, 1999
- Inverno do seu jardim — DNZ, 2005
- Daqui - DNZ, 2007
- DVD - DNZ, 2010